# Bernard Edward Cooke Dixon
Bernard Edward Cooke Dixon, britanski general, * 1896, † 1973.